# Dystolmus kiesenwetteri
Dystolmus kiesenwetteri là một loài ruồi trong họ Asilidae. Dystolmus kiesenwetteri được Loew miêu tả năm 1854.